# NGC 1236
NGC 1236 is een spiraalvormig sterrenstelsel in het sterrenbeeld Ram. Het hemelobject werd op 5 oktober 1864 ontdekt door de Duitse astronoom Albert Marth.

## Synoniemen
- PGC 11898
- ZWG 441.3
- NPM1G +10.0108